# 침괘정
침괘정(枕戈亭)은 대한민국 경기도 광주시 남한산성면 남한산성 내에 있는 조선시대의 건축물이다. 1972년 5월 4일 경기도의 유형문화재 제5호로 지정되었다.

## 개요
세운 시기를 정확하게 알 수는 없지만 조선 영조 27년(1751) 광주유수 이기진이 다시 지은 후에 침괘정이라 이름지었다고 한다.
정확한 한자음은 ‘침과정’인데, 관례상 ‘침괘정’으로 부른다. 침과는 ‘창을 베개로 삼는다’는 뜻으로, 병자호란의 치욕을 되새긴다는 의미이다.
이 일대는 예로부터 백제 온조왕의 궁궐터였다는 이야기가 전하고 있으며, 침괘정의 오른쪽에는 무기를 보관하던 무기고나 무기를 만들던 무기제작소가 있었던 것으로 추정되고 있다.
앞면 7칸·옆면 3칸 규모로 지붕은 옆면에서 볼 때 여덟 팔(八)자 모양을 한 팔작지붕이다. 안쪽에는 온돌이 설치되어 있고, 현 건물구조로 볼 때 근처에 있었던 무기고나 무기제작소의 집무실이었던 것으로 보인다.

## 관리단체
(재)경기문화재단에서 관리하여왔으나, 2016년 12월 20일부터 경기도지사로 변경되었다.

## 참고 자료
- 침괘정 - 국가유산청 국가유산포털